# Транспортирование танков

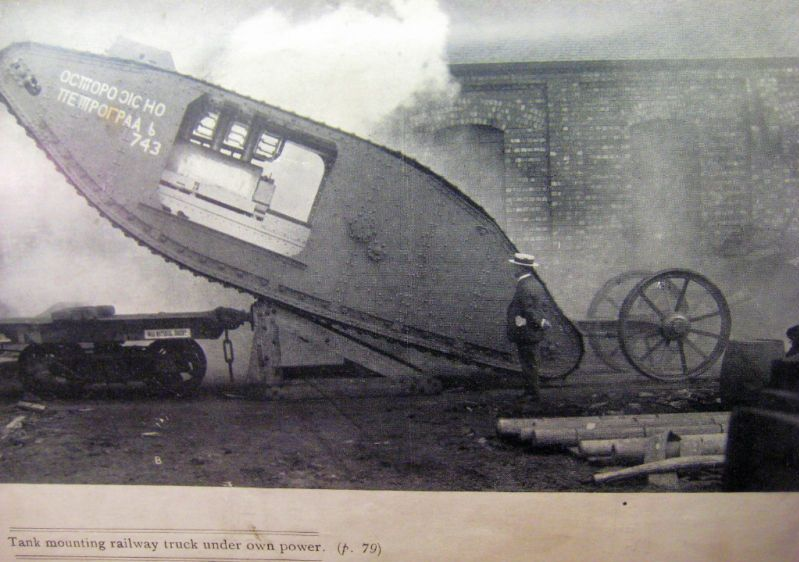
Фотография погрузки для транспортировки железнодорожным транспортом одного из первых танков с надписью кириллицей «Осторожно. Петроград».

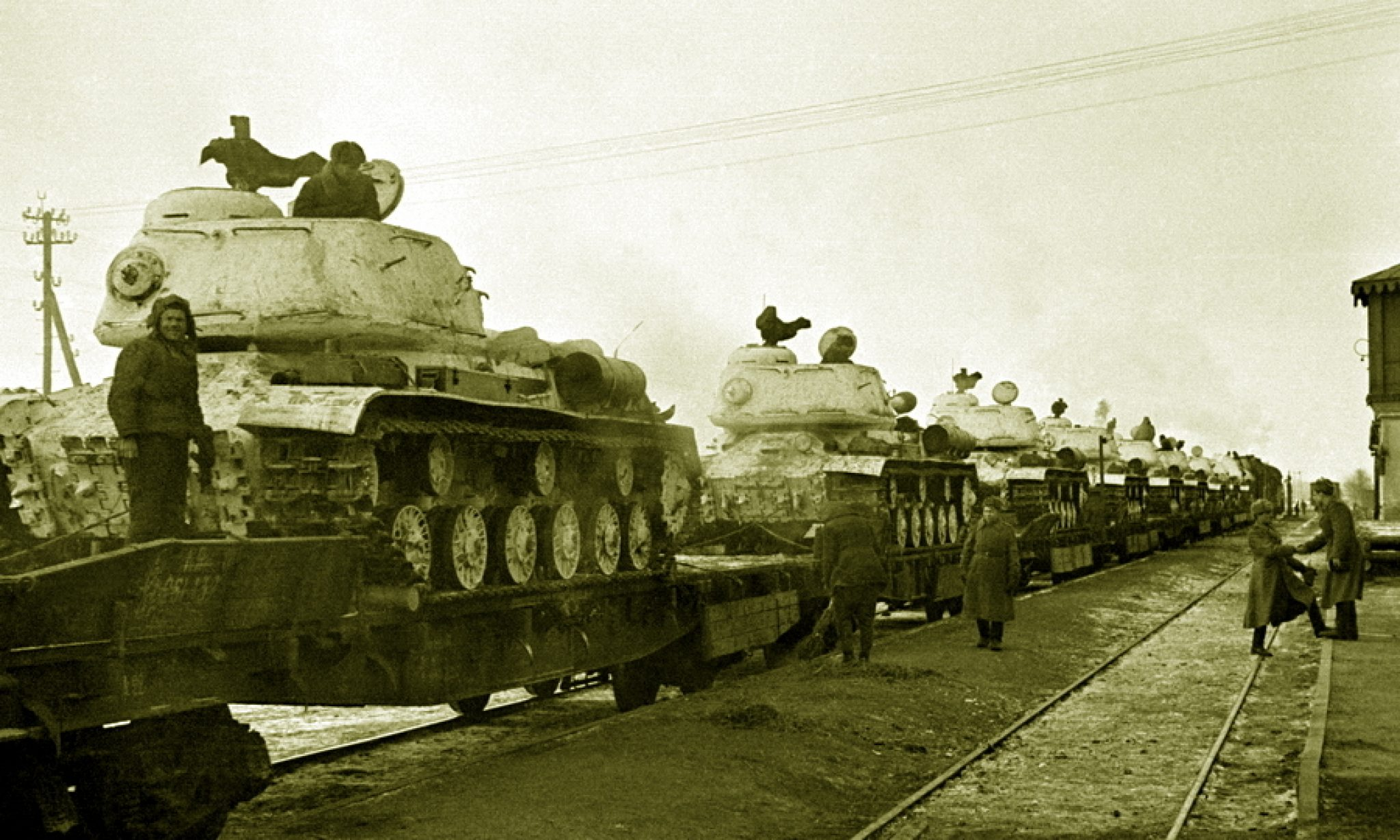
Воинский эшелон с танками ИС-2 у легендарного разъезда Дубосеково, зима 1945 года.

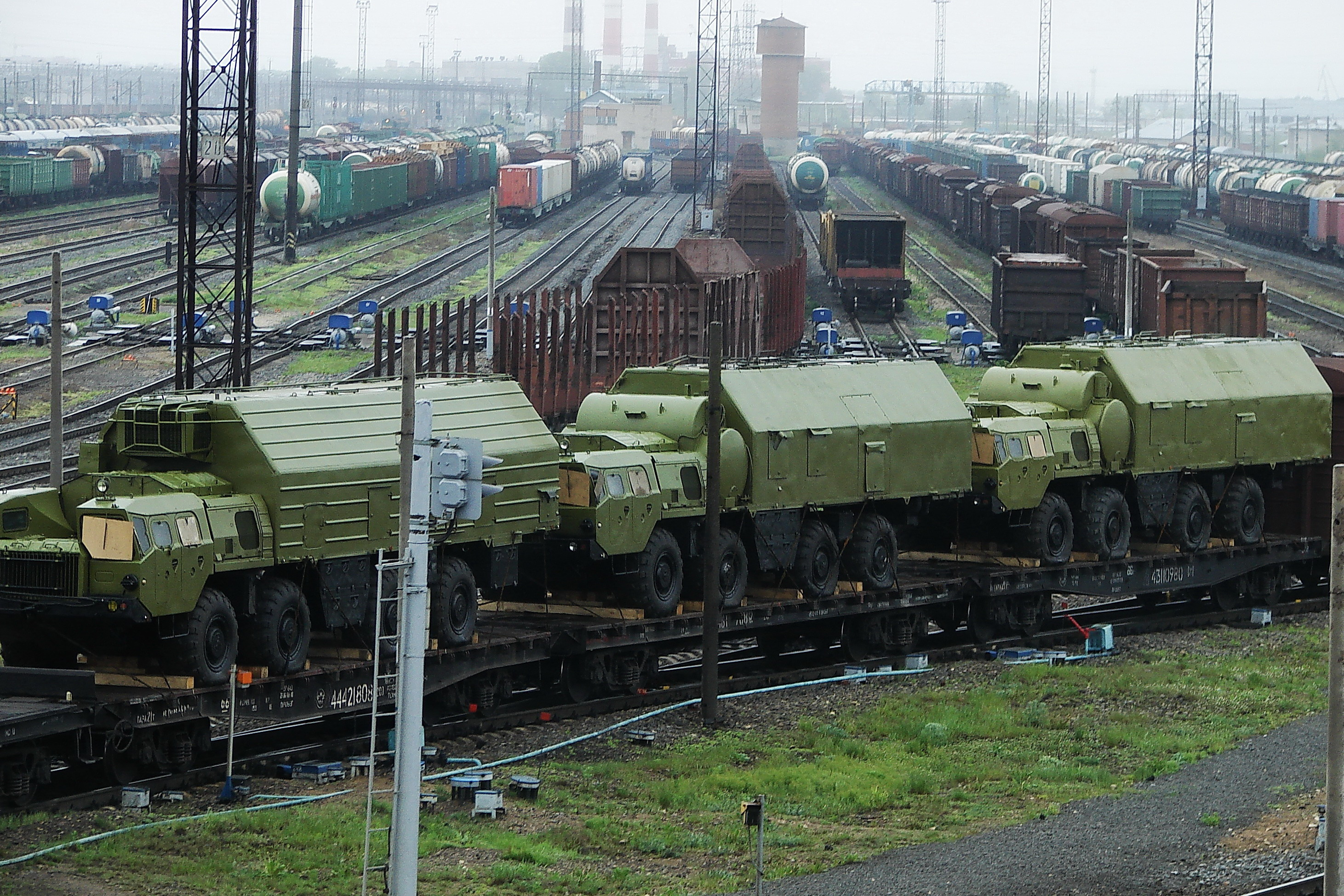
Воинский поезд, транспортировка трёх машин из состава ракетного комплекса С-300 железнодорожным транспортом.

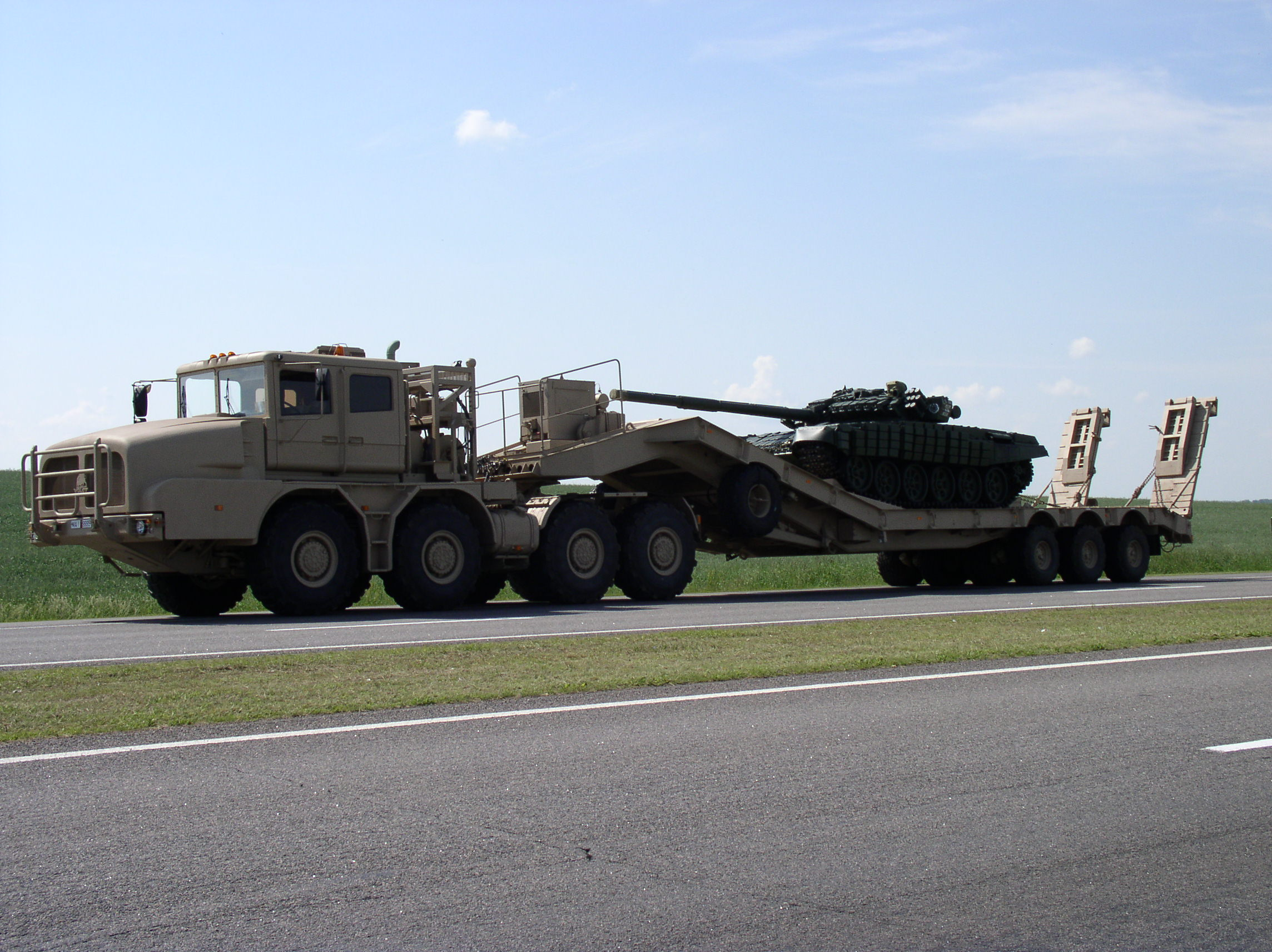
Транспортирование основного и среднего танка Т-72 танковым транспортёром МЗКТ-74135 + 99942 «Волат». Белоруссия, 2006 год.

Транспортирование танков (боевых машин) — доставка танков (а также других боевых машин, таких как боевые машины пехоты) в место назначения, при которой не используется их движители, позволяет существенно сократить время движения и сохранить моторесурс техники. 

## История
В связи с развитием военного дела и появлением на оснащении личного состава вооружённых сил новых видов и типов вооружения и военной техники, в том числе и танков, возникли проблемы с их доставкой (транспортировкой) в определённые места.
Транспортировка используется при передвижении войск (сил), в воздушных и морских десантах, а также для доставки к месту ремонта неисправных машин. Осуществляется автомобильным (танковыми транспортёрами), а также воздушным, водным и железнодорожным транспортом.
Автомобильный транспорт используется для транспортирования вооружения и военной техники в небольших количествах: это обычно доставка единственной боевой машины, требующей ремонта или возвращаемой после ремонта в часть. Вооружение и военная техника чаще всего вписывается в определенные правила перевозки негабаритных грузов с размерами: высота машины — не более трёх метров и ширина — не более 2,55 метра.
Перевозка танков (основных и специальных), как любая перевозка негабаритных грузов, обычно проводится с применением грузовых платформ, оснащенных такелажным спецоборудованием, с помощью чего танк надежно удерживается во время транспортировки.
Погрузка боевой машины может осуществляться путём натаскивания лебёдкой, вталкивания тягачом, при помощи кранов либо своим ходом, после чего машина закрепляется специальными приспособлениями.
Для возможности транспортировки по железным дорогам ширина танка должна приниматься с учетом действующих правил о перевозке грузов различных габаритов. Для железнодорожной сети бывшего Союза ССР габарит состава 1-В по ширине должен был составлять 3250 мм. Предельная ширина груза, при которой он не выходит из габарита — 3414 мм.
В западноевропейских государствах и странах габаритные грузы имеют ширину до 3150 мм, в США — до 3130 мм и в Англии — до 2920 мм.
Повсеместное распространение трайлеров для перевозки танков и невозможность создания полноценного основного танка шириной 3,0—3,15 м привели к увеличению габаритов иностранных танков: американского М60А1 (3,63 м), английского «Чифтен» (3,61 м) и западногерманского «Леопард» (3,25 м) . Таким образом, для получения необходимых боевых свойств конструкторы пошли на усложнение железнодорожных перевозок и не стали приносить основные боевые свойства танков в жертву удобству перевозок по железным дорогам.
Усовершенствование и дальнейшее развитие конструкции неизбежно связаны с увеличением веса. Так, например, основной и средний танк Т-34 первоначально имел боевой вес 25,6 тонны, а в дальнейшем боевой вес танка Т-34-85 достиг 32 тонны.
Иногда, с целью облегчения вооружения и военной техники и упрощения процесса её транспортировки, она может быть частично демонтирована. С неё могут быть сняты определенные детали, агрегаты и узлы, перевозка которых будет осуществлена другим грузовым автомобилем. Данный метод перевозки очень часто позволяет не только уменьшить массу перевозимого груза, но и повысить его устойчивость на платформе полуприцепа или прицепа.
Маршрут для перевозки большегрузными платформами тяжёлого вооружения и военной техники должен тщательно прорабатываться с учётом качества покрытия дорог на всех этапах перевозки, наличия узких мест или низких предметов над дорогой (проводов, ветвей деревьев, рекламных конструкций). Этот маршрут обязательно прокладывается в обход любых крупных населенных пунктов. При перевозке грузов, по своим размерам относящихся к негабаритным, требуется обязательное согласование перевозки с Автодором.
С технической точки зрения перевозка грузов военного назначения ничем не отличается от перевозки гражданских грузов — тракторов, экскаваторов, комбайнов и так далее. Но организационные отличия весьма велики. Прежде всего, перевозку такого груза должны контролировать не только представители ГАИ, но и военная автоинспекция, обеспечивающая сохранность и безопасность техники в процессе доставки.
К перевозкам вооружения и военных грузов привлекаются только опытные водители, не раз перевозившие крупногабаритные и тяжёлые грузы.